# 滕更
滕更，戰國時滕國人，應為滕文公之弟，生卒年不詳，孟子弟子。

## 生平
公都子曾問孟子，滕更位列門生，為何不回答滕更的問題。孟子回答，凡是自視尊貴、自視賢才、自視年長、自視有功勞之恩、自視有故舊之好，而來求問之人，自己都不願意回答，而滕更就屬於其中的兩類，因此不回答他的問題。